# Пајлот Маунд (Манитоба)
Пајлот Маунд (енгл. Pilot Mound) је малено насеље са статусом варошице у јужном делу канадске провинције Манитоба и део је географско-статистичке регије Пембина Вали. Варошица је смештена на око 60 км западно од града Мордена, односно 184 км југозападно од административног центра провинције града Винипега.
Прво насеље основано је на 40 метара високом брежуљку недалеко од данашњег насеља 1881. године, да би већ 1904. било премештено на нову локацију пратећи железницу чија траса је прошла на око 2 км даље од насеља. Старо насеље је већ 1883. добило службени статус села, који је обновљен 1904. године. Пајлот Маунд има статус вароши од 1998. године.
Према резултатима пописа становништва из 2011. у варошици је живело свега 635 становника у 327 домаћинства, што је за 0,8% више у односу на 630 житеља колико је регистровано
приликом пописа 2006. године.

## Становништво
| 2011. |
| ----- |
| 635   |